# Långsjön (Mölltorps socken, Västergötland)
Långsjön är en sjö i Karlsborgs kommun och Tibro kommun i Västergötland och ingår i Motala ströms huvudavrinningsområde. Sjön har en area på 0,0577 kvadratkilometer och ligger 188,9 m ö.h.

## Delavrinningsområde
Långsjön ingår i det delavrinningsområde (649851-141764) som SMHI kallar för Utloppet av Viken. Medelhöjden är 117 m ö.h. och ytan är 248,45 kvadratkilometer. Räknas de 41 delavrinningsområdena uppströms in blir den ackumulerade arean 840,54 kvadratkilometer. Edsån (Sågkvarnsbäcken) som avvattnar avrinningsområdet har biflödesordning 2, vilket innebär att vattnet flödar genom totalt 2 vattendrag innan det når havet efter 150 kilometer. Delavrinningsområdet består mestadels av skog (57 %) och jordbruk (12 %). Avrinningsområdet har 47,85 kvadratkilometer vattenytor vilket ger avrinningsområdet en sjöprocent på 19,2 %.